# John Eshun
John Eshun (Sekondi, Ghana; 17 de julio de 1942 - Takoradi, Ghana; 6 de noviembre de 2018) fue un futbolista y entrenador de fútbol de Ghana que jugó en la posición de defensa.

## Carrera

### Club
| Periodo   | Club                |
| --------- | ------------------- |
| 1961-1967 | Sekondi Eleven Wise |
| 1967-1975 | Sekondi Hasaacas FC |

### Selección nacional
A nivel de selecciones menores jugó para la selección sub-23 en seis ocasiones de 1968 a 1972. Con Ghana jugó en 28 ocasiones de 1968 a 1973, fue dos veces finalista de la Copa Africana de Naciones y participó en dos ediciones de los Juegos Olímpicos.

### Entrenador
| Periodo   | Club                |
| --------- | ------------------- |
| 1980-1984 | Sekondi Hasaacas FC |
| 2006–2007 | Tema Youth FC       |
| 2008      | Ghana Femenil       |
| 2008–2010 | ASFA Yennenga       |
| 2010–2011 | Ebusua Dwarfs       |
| 2011–2012 | Berekum Arsenal FC  |

## Muerte
Eshun murió el 6 de noviembre de 2018 a los 76 años en la ciudad de Takoradi a causa de una larga enfermedad.

## Logros
- Equipo Ideal de la Copa Africana de Naciones 1970.